# Receptor atrijalnog natriuretskog peptida
Receptor atrijalnog natriuretskog peptida je receptor za natrijalni natriuretski peptid.

## Mehanizam
NPRA i NPRB su povezani sa guanilil ciklazama, dok je NPRAC G protein spregnuti receptor i on je „receptor čišćenja“ koji deluje tako što internalizuje i razlaže ligand.

## Tipovi
Postoje tri različita atriopeptinska receptora kod sisara: 1, 2, i 3.
| Natriuretski peptidni receptor A/ guanilatna ciklaza A (atrionatriuretski peptidni receptor A) | Natriuretski peptidni receptor A/ guanilatna ciklaza A (atrionatriuretski peptidni receptor A) |
| Identifikatori                                                                                 | Identifikatori                                                                                 |
| ---------------------------------------------------------------------------------------------- | ---------------------------------------------------------------------------------------------- |
| Simbol                                                                                         | NPR1                                                                                           |
| Alt. simboli                                                                                   | ANPRA, NPRA                                                                                    |
| Entrez                                                                                         | 4881                                                                                           |
| HUGO                                                                                           | 7943                                                                                           |
| OMIM                                                                                           | 108960                                                                                         |
| RefSeq                                                                                         | NM_000906                                                                                      |
| UniProt                                                                                        | P16066                                                                                         |
| Ostali podaci                                                                                  |                                                                                                |
| Lokus                                                                                          | Hromozom 1 q21-q22                                                                             |

| Natriuretski peptidni receptor B/ guanilatna ciklaza B (atrionatriuretski peptidni receptor B) | Natriuretski peptidni receptor B/ guanilatna ciklaza B (atrionatriuretski peptidni receptor B) |
| Identifikatori                                                                                 | Identifikatori                                                                                 |
| ---------------------------------------------------------------------------------------------- | ---------------------------------------------------------------------------------------------- |
| Simbol                                                                                         | NPR2                                                                                           |
| Alt. simboli                                                                                   | ANPRB, NPRB                                                                                    |
| Entrez                                                                                         | 4882                                                                                           |
| HUGO                                                                                           | 7944                                                                                           |
| OMIM                                                                                           | 108961                                                                                         |
| RefSeq                                                                                         | NM_003995                                                                                      |
| UniProt                                                                                        | P20594                                                                                         |
| Ostali podaci                                                                                  |                                                                                                |
| Lokus                                                                                          | Hromozom 9 p21-p12                                                                             |

| Natriuretski peptidni receptor C/ guanilatna ciklaza C (atrionatriuretski peptidni receptor C) | Natriuretski peptidni receptor C/ guanilatna ciklaza C (atrionatriuretski peptidni receptor C) |
| Identifikatori                                                                                 | Identifikatori                                                                                 |
| ---------------------------------------------------------------------------------------------- | ---------------------------------------------------------------------------------------------- |
| Simbol                                                                                         | NPR3                                                                                           |
| Alt. simboli                                                                                   | NPRC, ANPRC                                                                                    |
| Entrez                                                                                         | 4883                                                                                           |
| HUGO                                                                                           | 7945                                                                                           |
| OMIM                                                                                           | 108962                                                                                         |
| RefSeq                                                                                         | NM_000908                                                                                      |
| UniProt                                                                                        | P17342                                                                                         |
| Ostali podaci                                                                                  |                                                                                                |
| Lokus                                                                                          | Hromozom 5 p14-p1                                                                              |

## Spoljašnje veze
- Atrial+Natriuretic+Factor+Receptors на 